# Axiocerina
Axiocerina är ett släkte av nattsländor. Axiocerina ingår i familjen långhornssländor.
Kladogram enligt Catalogue of Life:
| Axiocerina | \| \| Axiocerina bulbosus \| \| \| \| \| \| Axiocerina reunionis \| \| \| \| |
|            | \| \| Axiocerina bulbosus \| \| \| \| \| \| Axiocerina reunionis \| \| \| \| |
|            | Axiocerina bulbosus                                                          |
|            |                                                                              |
|            | Axiocerina reunionis                                                         |
|            |                                                                              |